# Dick van Dulst
Dick van Dulst (Den Haag, 28 oktober 1938) is een Nederlands wiskundige en hoogleraar.

## Biografie
Van Dulst legde op 28 november 1961 het kandidaatsexamen Wiskunde af aan de Rijksuniversiteit Leiden. Hij legde op 24 februari 1965 het doctoraalexamen Wiskunde af aan de Universiteit van Amsterdam. Op 4 juni 1969 promoveerde hij bij prof. dr. Gerrit Lekkerkerker aan de Universiteit van Amsterdam (UvA) op het proefschrift Perturbations of Fredholm operators in locally convex spaces. Hij werd op 1 september 1971 lector in de Zuivere Wiskunde aan de UvA en op 1 augustus 1980 werd hij hoogleraar tot aan zijn eervol ontslag wegens reorganisatie op 1 januari 1991.
Van Dulst werkte vooral aan functionaalanalyse, met name meetkunde van een Banachruimte.

## Werken
- Perturbations of Fredholm operators in locally convex spaces, proefschrift, Universiteit van Amsterdam, 1969.
- A note on B- and Br- completeness, Universiteit van Amsterdam, 1971.
- Ultra weak topologies on Banach Spaces, Universiteit van Amsterdam, 1974.
- On Kadec-Klee norms on Banach Spaces, Universiteit van Amsterdam, 1974 (met Ivan Singer).
- Reflexive and Superreflexive Banach Spaces, Mathematisch Centrum, Amsterdam, 1978.
- On Banach Algebras, subexponential distributions and renewal theory, Universiteit van Amsterdam, 1984 (met J.B.G. Frenk).
- The Geometry of Banach Spaces with the Radon-Nikodým Property, serie Supplemento ai Rendiconti del Circolo matematico di Palermo, nr.7, Palermo, Italië, 1985.
- Characterizations of Banach spaces not containing l1, Centrum voor Wiskunde en Informatica, Amsterdam, 1989.
- Series de Fourier, serie: Notas de matemática, Mérida, Venezuela: Universidad de los Andes, 1995.

## Bron
- albumacademicum.uva.nl